# 黒雪姫 (アダルトゲーム)
『黒雪姫』（くろゆきひめ）は、2002年10月4日にすたじお実験室から発売されたアダルトゲーム。

## 登場人物
ノアル
本作の主人公。祖国のアイゼネフを裏切り、敵国のジンク軍で戦いに参戦した男。
紗由希
声：海原エレナ
アイゼネフを統治する親王府、紀埜(きの)小納言の姫。
京佳
声：須本綾奈
ジンク軍の将軍、伴(ともの)鎮守府将軍の娘。
リアナ
声：北都南
ノアルの幼馴染。リアトリス・ブランが本名でリアナは愛称。
サリエル
声：みすみ
ノアルの前に現れた謎の女性。
ミオ
声：みすみ
紗由希の侍女。

## スタッフ
- 原画 - のら猫長屋
- シナリオ・企画 - 御倉たな
- 音楽 - せんたろ
- OP主題歌「Noire Neige」
  - 歌：海原エレナ